# Лещина (Мазовецьке воєводство)
Лещина (пол. Leszczyna) — село в Польщі, у гміні Стшеґово Млавського повіту Мазовецького воєводства.
Населення — 66 осіб (2011).
У 1975—1998 роках село належало до Цехановського воєводства.

## Демографія
Демографічна структура станом на 31 березня 2011 року:
|          | Загалом | Допрацездатний вік | Працездатний вік | Постпрацездатний вік |
| -------- | ------- | ------------------ | ---------------- | -------------------- |
| Чоловіки | 37      | 11                 | 22               | 4                    |
| Жінки    | 29      | 7                  | 14               | 8                    |
| Разом    | 66      | 18                 | 36               | 12                   |